# De Moivres formel
de Moivres formel, uppkallad efter Abraham de Moivre, är ett sätt att beräkna värdet av ett komplext tal upphöjt till ett heltal n, det vill säga zn = (a + bi)n. På polär form lyder formeln:
{\displaystyle z^{n}={\bigl (}r(\cos \theta +i\sin \theta ){\bigr )}^{n}=r^{n}(\cos n\theta +i\sin n\theta ).}
Uttryckt i naturligt språk betyder detta att man multiplicerar den polära formens vinkel med exponenten och upphöjer radien till exponenten för att få fram resultatet.

## Bevis
Att bevisa de Moivres formel hänger på att visa
{\displaystyle (\cos \theta +i\sin \theta )^{n}=\cos(n\theta )+i\sin(n\theta )\,}
då resten av formeln följer av potenslagarna.

### Med Eulers formel
Givet Eulers formel:
{\displaystyle e^{i\theta }=\cos \theta +i\sin \theta \,}
och följande exponentlag:
{\displaystyle (e^{i\theta })^{n}=e^{in\theta }\,}
följer det lätt att:
{\displaystyle (\cos \theta +i\sin \theta )^{n}=(e^{i\theta })^{n}=e^{i(n\theta )}=\cos(n\theta )+i\sin(n\theta )\,}
Värt att nämna är att de Moivre inte använde Eulers formel, då de Moivre publicerade sin formel 1723 (dock skrev han den inte i denna form) och Eulers formel bevisades först 1748.

### Med induktionsbevis
Det är möjligt att bevisa de Moivres formel för heltalsexponenter med hjälp av Matematisk induktion. Beviset bygger på ungefär samma resonemang som ett bevis Leonhard Euler publicerade 1748.
Vi börjar med att bevisa för basfallet n = 0:
{\displaystyle (cos(\theta )+isin(\theta ))^{0}=1=cos(\theta \cdot 0)+isin(\theta \cdot 0)}
Sedan antar vi att formeln stämmer för ett heltal n:
{\displaystyle (cos(\theta )+isin(\theta ))^{n}=cos(n\theta )+isin(n\theta )}
Därefter behöver vi visa att formeln stämmer för nästa heltal, n+1:
{\displaystyle {\begin{matrix}(cos(\theta )+isin(\theta ))^{n+1}&=&(cos(\theta )+isin(\theta ))(cos(\theta )+isin(\theta ))^{n}\\\ &=&(cos(\theta )+isin(\theta ))(cos(n\theta )+isin(n\theta ))&{\text{(genom antagandet)}}\\\ &=&cos(\theta )cos(n\theta )+isin(n\theta )cos(\theta )+isin(\theta )cos(n\theta )-sin(\theta )sin(n\theta )\end{matrix}}}
Vi kan förenkla genom att använda summaformlerna för sinus och cosinus:
{\displaystyle {\begin{matrix}(cos(\theta )+isin(\theta ))^{n+1}&=&cos(\theta +n\theta )+isin(\theta +n\theta )\ \\(cos(\theta )+isin(\theta ))^{n+1}&=&cos((n+1)\theta )+isin((n+1)\theta )\end{matrix}}}
Detta innebär att formeln stämmer för det nästkommande talet, och genom principen för matematisk induktion har vi därför bevisat att de Moivres formel stämmer för alla heltalsexponenter större än noll.

#### Bevis för de negativa heltalen
Vi kan även visa att formeln stämmer för de negativa heltalen genom att använda sambandet:
{\displaystyle {\frac {1}{z}}={\frac {\overline {z}}{|z|^{2}}}} (Detta samband kan härledas från vänsterledet genom att sätta z = a + bi och multiplicera med konjugatet)
Sätter vi in ett negativt heltal, -n i vänsterledet på de Moivres formel får vi:
{\displaystyle (cos(\theta )+isin(\theta ))^{-n}={\frac {1}{(cos(\theta )+isin(\theta ))^{n}}}={\frac {1}{cos(n\theta )+isin(n\theta )}}}
Vi kan därefter använda det ovannämnda sambandet, vilket ger:
{\displaystyle {\frac {cos(n\theta )-isin(n\theta )}{cos^{2}(n\theta )+sin^{2}(n\theta )}}=cos(n\theta )-isin(n\theta )} (Nämnaren är lika med ett enligt Trigonometriska ettan)
Eftersom cosinus är en jämn funktion och sinus är en udda funktion kan vi skriva:
{\displaystyle (cos(\theta )+isin(\theta ))^{-n}=cos(-n\theta )+isin(-n\theta )}
vilket är de Moivres formel.